# Wright City (Missouri)
Pour les articles homonymes, voir Wright City.
Wright City est une ville du comté de Warren, dans le Missouri, aux États-Unis,. Située au nord-est du comté, elle est fondée en 1857 et incorporée en 1869.

## Démographie
Lors du recensement de 2010, la ville comptait une population de 3 119 habitants. Elle est estimée, en 2016, à 3 517 habitants.

### Source de la traduction
- (en) Cet article est partiellement ou en totalité issu de l’article de Wikipédia en anglais intitulé « Wright City, Missouri » (voir la liste des auteurs).